# Velasio De Paolis

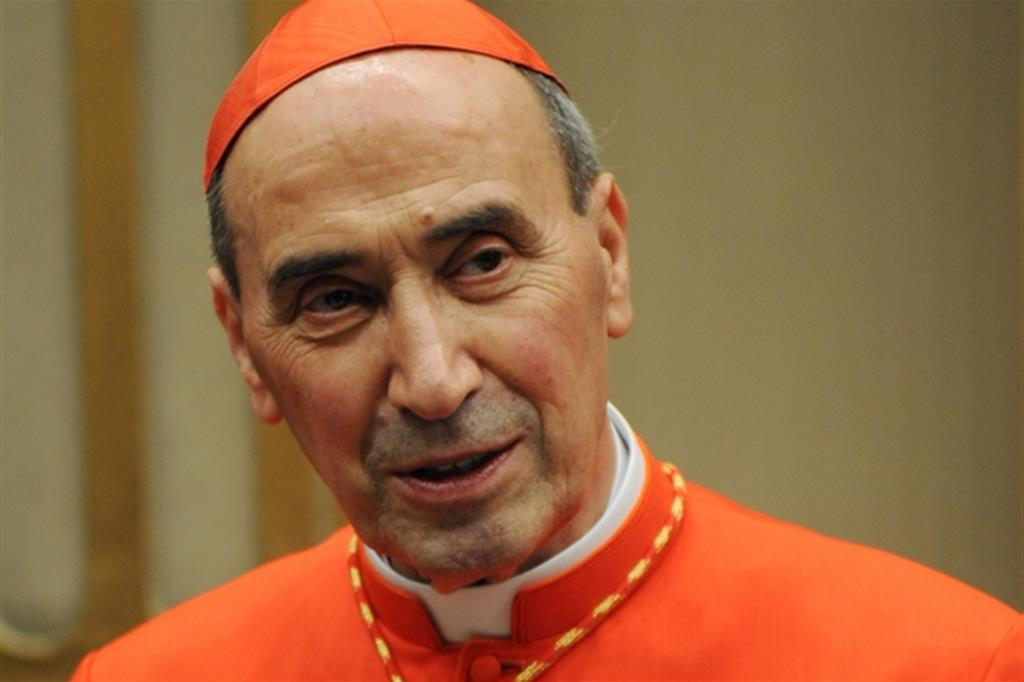
Velasio Kardinal De Paolis

Kardinalswappen

Velasio Kardinal De Paolis CS (* 19. September 1935 in Sonnino, Provinz Latina, Italien; † 9. September 2017 in Rom) war ein römisch-katholischer Kirchenrechtler und Kurienkardinal.

## Leben
Velasio De Paolis trat nach seiner Schulzeit in die Kongregation der Missionare vom Heiligen Karl Borromäus ein und studierte am Priesterseminar der Ordensgemeinschaft. Am 4. Oktober 1958 legte er seine ewige Profess ab, und am 18. März 1961 empfing er die Priesterweihe. Anschließend wurde De Paolis zur Fortsetzung seiner Studien im Fach Kanonisches Recht nach Rom entsandt, wo er 1966 an der Päpstlichen Universität Gregoriana mit einer Dissertationsschrift zum Thema Die Natur der Gewalt des Generalvikars. Eine historisch-kritische Analyse zum Dr. iur. can. promoviert wurde und an der Päpstlichen Universität Heiliger Thomas von Aquin das Lizenziat in Katholischer Theologie erwarb.
Von 1965 bis 1970 lehrte Velasio De Paolis Moraltheologie und Kanonisches Recht am Priesterseminar der Congregatio Scalabriniana. 1971 wurde er Professor für Kanonisches Recht an der Päpstlichen Universität Gregoriana. Zudem war De Paolis von 1970 bis 1974 Provinzial seines Ordens. 1987 wurde er Professor an der Päpstlichen Universität Urbaniana und 1998 schließlich Dekan der Fakultät für Kanonisches Recht.
De Paolis war Konsultor des Päpstlichen Rates für die Interpretation von Gesetzestexten, der Kongregation für die Glaubenslehre, der Kongregation für den Klerus, der Kongregation für die Evangelisierung der Völker und der Kongregation für die Institute geweihten Lebens und für die Gesellschaften apostolischen Lebens.
Am 30. Dezember 2003 ernannte ihn Papst Johannes Paul II. zum Titularbischof von Thelepte und zum Sekretär der Apostolischen Signatur. Die Bischofsweihe spendete ihm am 21. Februar 2004 Kardinalstaatssekretär Angelo Sodano; Mitkonsekratoren waren Erzbischof Silvano Maria Tomasi CS und Bischof Francesco Saverio Salerno.
Am 12. April 2008 ernannte ihn Papst Benedikt XVI. zum Präsidenten der Präfektur für die ökonomischen Angelegenheiten des Heiligen Stuhls und erhob ihn zum Titularerzbischof pro hac vice. Zudem berief ihn Benedikt XVI. am 9. Juli 2010 zum Päpstlichen Delegaten für die Legionäre Christi, wo er für die strukturellen und geistlichen Veränderungen der Ordensgemeinschaft zuständig sein soll, die eine vorangegangene Apostolische Visitation aufgrund des Missbrauchsskandals um den Ordensgründer Marcial Maciel Degollado gefordert hatte.
Im Konsistorium vom 20. November 2010 nahm ihn Papst Benedikt XVI. als Kardinaldiakon mit der Titeldiakonie Gesù Buon Pastore alla Montagnola in das Kardinalskollegium auf. Am 21. September 2011 nahm Papst Benedikt XVI. das von Velasio Kardinal De Paolis aus Altersgründen vorgebrachte Rücktrittsgesuch vom Amt des Präsidenten der Präfektur für die ökonomischen Angelegenheiten des Heiligen Stuhls an.

## Mitgliedschaften
- Kongregation für die Selig- und Heiligsprechungsprozesse (seit 2011[7], bestätigt 2013[8])
- Kongregation für den Gottesdienst und die Sakramentenordnung (seit 2010)[9]
- Oberster Gerichtshof der Apostolischen Signatur (seit 2010[10], bestätigt 2010[9])
- Päpstlicher Rat für die Gesetzestexte (seit 2010)[9]
- Güterverwaltung des Apostolischen Stuhls[11]